# Enos

În Cartea Genezei, Enos (ebraică: אֱנוֹשׁ, standard: Enoš, tiberiană: ʼĔnôš; "om muritor"; Ge'ez: ሄኖስ Henos) este primul fiu al lui Set, Set fiind al treilea fiu al lui Adam și Eva. Conform cu Luca 3:38, Enos apare în genealogia lui Iisus. 
Set avea 105 ani când s-a născut Enos, primul său fiu.
Enos este nepotul lui Adam și Eva.
Seder Olam Rabbah, pe baza textelor ebraice, apreciază că Enos este născut în anul 235 de la facerea lumii (235 AM). Conform cu Septuaginta, s-a născut în 435 AM.
Enos a fost tatăl lui Cainan, care a fost născut când Enos avea 90 de ani.
Conform Bibliei, Enos a trăit 905 ani.